# A-1 (U-Boot)
Die A-1, auch USS A-1 bzw. vor 1911 Plunger (Kennung: Submarine Torpedo Boat No. 2), war ein U-Boot der Plunger-Klasse der United States Navy, das von 1903 bis 1913 in Dienst stand.

## Geschichte
Die Plunger wurde am 21. Mai 1901 in Elizabeth im US-Bundesstaat New Jersey bei der Crescent Shipyard auf Kiel gelegt. Das Boot wurde am 1. Februar 1902 zu Wasser gelassen und am 19. September 1903 in Dienst gestellt.
Zwei Jahre lang wurde die Plunger der Naval Torpedo Station in Newport, Rhode Island für ausgiebige Torpedo- und Maschinentests zugeordnet. Auch die Ausbildung der Offiziere und Matrosen wurde in dieser Zeit vorangetrieben. Unterbrochen wurden die Experimente nur durch eine Überholung von März bis November 1904 in der Holland-Werft.
Im August 1905 wurde sie nach zweiwöchigen Wartungsarbeiten am 22. August mit dem Schlepper Apache nach New York gebracht. Dort wurde sie neben dem Schlepper liegend für den Besuch des Präsidenten Theodore Roosevelt vorbereitet.
Am folgenden Morgen wurden die Batterien der Plunger aufgeladen und fünf Tauchgänge durchgeführt. Am späteren Nachmittag ging Präsident Roosevelt für zwei Stunden an Bord der Plunger, die erneut mehrere Tauchgänge durchführte. Nach dem Anlegen neben dem Schlepper blieb Roosevelt noch eine weitere Stunde an Bord.
Von Anfang 1909 bis Februar 1910 diente der spätere Fleet Admiral Chester W. Nimitz auf der Plunger. Es war sein erster Einsatz auf einem U-Boot.